# Olympias
Olympias (Oudgrieks: Ολυμπιας) (ca. 376 — 316 v.Chr.), ook wel Myrtali genoemd, was de moeder van Alexander de Grote en (enige tijd) vrouw van koning Philippus II van Macedonië. 
Olympias was de dochter van koning Neoptolemos I van Epirus. Volgens Plutarchus stamde ze via Neoptolemos af van Aeacus, de legendarische koning van Egina en grootvader van Achilles, een grote oorlogsheld in de oorlog om Troje. 
De overlevering vertelt ons dat ze waarschijnlijk een lichte huid en rood of lichtblond haar had. Ze stond bekend als jaloers en listig en was zeer beschermend tegenover Alexander. 
Over de rol van Olympias in het leven van Alexander bestaat onduidelijkheid. Zo wordt er verhaald dat, toen koning Philippus zijn vrouw Olympias afstootte en in plaats van haar een andere vrouw nam, Alexander en Olympias na een fikse ruzie op het feestmaal bij de bruiloft in Epirus gingen wonen. Alexander koos er dus voor bij zijn moeder te gaan wonen. Deze keuze van Alexander wordt vaak gebruikt om aan te tonen dat Olympias haar zoon inderdaad manipuleerde en dat ze Alexander compleet in haar macht had. Anderen menen echter dat haar rol in het leven van Alexander maar beperkt was. 
Ook wordt er verhaald dat Olympias en Alexander meegedaan zouden hebben aan een complot om Philippus te vermoorden, mogelijk uit wraak voor de verstoting van Olympias. Er worden echter ook anderen aangewezen als mogelijke moordenaars, zekerheid omtrent dit punt bestaat dus absoluut niet. 
Olympias stierf kort na Alexander, die waarschijnlijk op 10 juni 323 voor Christus stierf. Ze zou vermoord zijn door Cassander.